# アクターズゲイト2+81
アクターズゲイト2+81（アクターズゲイト2たす81）は2005年10月から2006年3月まで文化放送とBSQR489で放送されていた番組である。

## 放送時間
- 文化放送 毎週金曜日 26:30 - 27:00
- BSQR489 毎週木曜日 21:00 - 21:30 ※一週遅れ

## パーソナリティ
- 鹿野優以（声優） 青二プロダクション＝2
- 成田紗矢香（同上） 81プロデュース＝81

※番組名の2+81はパーソナリティの所属事務所から

## 録音番組（箱番組）
- まるごとびんちょ☆れっく（2005年12月9日 - 2006年3月）
パーソナリティは「REC」恩田赤役の酒井香奈子と「びんちょうタン」クヌギたん役の野川さくら。2人が毎回お題にそって出演中の作品を宣伝する。

## その他
- BSQR489では番組が一週遅れのため、最終回（文化放送では2006年3月31日放送）は放送されなかった（BSQR489は2006年3月31日で閉局）。

## 関連番組
- まるごとステーション

| 文化放送 金曜26:30 - 27:00          | 文化放送 金曜26:30 - 27:00 | 文化放送 金曜26:30 - 27:00            |
| 前番組                              | 番組名                     | 次番組                                |
| ----------------------------------- | -------------------------- | ------------------------------------- |
| ポリケロいろいろ （ハガレン放送局） | アクターズゲイト2+81       | イケ☆バン ↓ 中川翔子 しょこたんゴッコ |